# スヴェン・イスラエルソン
スヴェン・イスラエルソン（Sven Albert Israel Israelsson、1920年1月17日 - 1989年10月9日）は、スウェーデン、コッパルベリ県(現・ダーラナ県) Dala-Järna出身のノルディック複合選手。1940年代後半から1950年代にかけて活躍した。

## プロフィール
1947年のホルメンコーレン大会ノルディック複合で優勝。
また、1948年サンモリッツオリンピックに出場しノルディック複合で銅メダルを獲得した。この年誕生した息子のSven-Olof Israelssonは1972年札幌オリンピックに出場しノルディック複合で36位となっている。
1950年ノルディックスキー世界選手権では複合で5位となった。